# ビッグ・ライフ
『ビッグ・ライフ』（Big Life）は、ナイト・レンジャーが1987年に発表した4作目のスタジオ・アルバム。

## 背景
ジャーニーやヨーロッパ等のアルバムを手掛けてきたケヴィン・エルソンが共同プロデューサーに起用された。本作のレコーディングは、メンバー5人全員がスタジオの一部屋に集まって、一斉に演奏する形で行われたという。
「シークレット・オブ・マイ・サクセス」はマイケル・J・フォックス主演のコメディ映画『摩天楼はバラ色に』の主題歌で、この曲のみ同作の音楽監督を務めたデイヴィッド・フォスターがプロデュースして、ビル・チャンプリンがバッキング・ボーカルで参加している。ただし、ジャック・ブレイズが2014年のインタビューで語ったところによれば、テレビで放映された『摩天楼はバラ色に』の予告編では「シークレット・オブ・マイ・サクセス」ではなくカトリーナ&ザ・ウェイヴスの曲「ウォーキング・オン・サンシャイン」が使用され、そのことに対してブレイズは激怒したという。

## 反響・評価
母国アメリカでは前2作ほどの成功を収められず、Billboard 200では28位に終わり、1987年10月にはRIAAによってゴールドディスクの認定を受けるが、2022年現在プラチナ認定は受けていない。本作からの第1弾シングル「シークレット・オブ・マイ・サクセス」はBillboard Hot 100で64位、『ビルボード』のメインストリーム・ロック・チャートで12位に達し、続く「ハーツ・アウェイ」はHot 100で90位を記録した。
Stephen Thomas Erlewineはオールミュージックにおいて5点満点中2点を付け「『ビッグ・ライフ』におけるナイト・レンジャーは、ロックの領域でもバラードの領域でも人を惹きつける聴き所を作れず、一連のシングル曲もアルバムの残りの曲と同様、失敗に終わっている」と評している。一方、『BURRN!』誌1987年5月号に掲載されたレヴューでは増田勇一が100点満点中91点を付け「"今度こそハードだよ"というジャックの発言は嘘ではなかった……が、むしろ"よりダイナミックになった"という方が相応しいだろう」と評している。

## 収録曲
1. ビッグ・ライフ - "Big Life" (Jack Blades, Brad Gillis) - 5:18
2. カラー・オブ・ユア・スマイル - "Color of Your Smile" (Blades) - 4:12
3. ラヴ・イズ・スタンディング・ニア - "Love Is Standing Near" (Alan Fitzgerald, J. Blades, Kelly Keagy) - 4:27
4. レイン・カムズ・クラッシング・ダウン - "Rain Comes Crashing Down" (Blades) - 5:56
5. シークレット・オブ・マイ・サクセス - "The Secret of My Success" (J. Blades, David Foster, Tom Keane, Michael Landau) - 4:27
6. キャリー・オン - "Carry On" (J. Blades, K. Keagy) - 4:22
7. ベター・レット・イット・ゴー - "Better Let It Go" (K. Keagy, J. Blades) - 4:43
8. アイ・ノウ・トゥナイト - "I Know Tonight" (Blades) - 4:03
9. ハーツ・アウェイ - "Hearts Away" (Blades) - 5:00

## 参加ミュージシャン
- ジャック・ブレイズ - リード・ボーカル、ベース
- ケリー・ケイギー - リード・ボーカル、ドラムス
- ブラッド・ギルス - ギター、バッキング・ボーカル
- ジェフ・ワトソン - ギター
- アラン・フィッツジェラルド - キーボード

アディショナル・ミュージシャン
- マッド・マックス・ハスケット - バッキング・ボーカル
- ケヴィン・チャルフォント - バッキング・ボーカル
- デイヴィッド・フォスター - キーボード(on #5)
- ビル・チャンプリン - バッキング・ボーカル(on #5)